# IR-40
34°22′24″ пн. ш. 49°14′27″ сх. д. / 34.3733° пн. ш. 49.2407° сх. д.
IR-40, частина атомного комплексу Ерак,
 — іранський важководяний реактор потужністю 40 мегават, розташований поблизу Ерака, поруч із заводом з виробництва важкої води в Ераку, побудованим в 1990-х роках.

Будівельні роботи розпочалися у жовтні 2004 року.

Спочатку планувалося, що реактор розпочне ядерну експлуатацію у 2014 році.

## Історія
У середині 1980-х років керівництво Ірану вирішило побудувати атомну електростанцію на природному урані (тобто таку, що не потребує збагачення для виробництва палива), використовуючи важку воду як сповільнювач і теплоносій.
Проєкт реактора завершено на 90 % у 2002 році.
На той час існуючий Тегеранський дослідницький реактор, після 35 років експлуатації, досягав своїх проєктних меж безпеки та був оточений передмістями Тегерана.

Спочатку реактор планували побудувати в Ісфагані.
У 2002 році вирішили будувати його на нинішньому місці поблизу Ерака.

У серпні 2006 року з'явилися суперечливі повідомлення щодо того, коли реактор запрацює: в одному стверджувалося, що станцію запустять у 2009 році, а в іншому — що експлуатацію відкладено до 2011 року.

Повідомлялося, що російська фірма «Нікіет» допомагала з частиною проєктування, але припинила свою діяльність наприкінці 1990-х років під тиском США.

Згідно з повідомленнями преси, президент Ірану Махмуд Ахмадінежад відвідав реактор у червні 2013 року з нагоди встановлення корпусу реактора, що є останнім етапом перед початком експлуатації.

## Поточний стан
У липні 2015 року, згідно зі Спільним комплексним планом дій, Іран погодився перепроєктувати реактор IR-40 за допомогою P5+1, щоб мінімізувати виробництво плутонію та уникнути виробництва плутонію збройового класу. Іран також погодився видалити активну зону реактора або каландрію та залити її бетоном, щоб зробити її непридатною для використання, а також експортувати все відпрацьоване паливо протягом одного року після його видалення з реактора.
У січні 2016 року Іран заявив, що активну зону реактора видалили й залили бетоном. У січні 2019 року в інтерв'ю телеканалу Channel 4 (Іран) Алі Акбар Салехі, голова Організації з атомної енергії Ірану, заявив, що Іран придбав запасні частини для заміни активної зони, а фотографії заливки бетону в шахту реактора були відфотошоплені.

## Роль в ядерній програмі Ірану

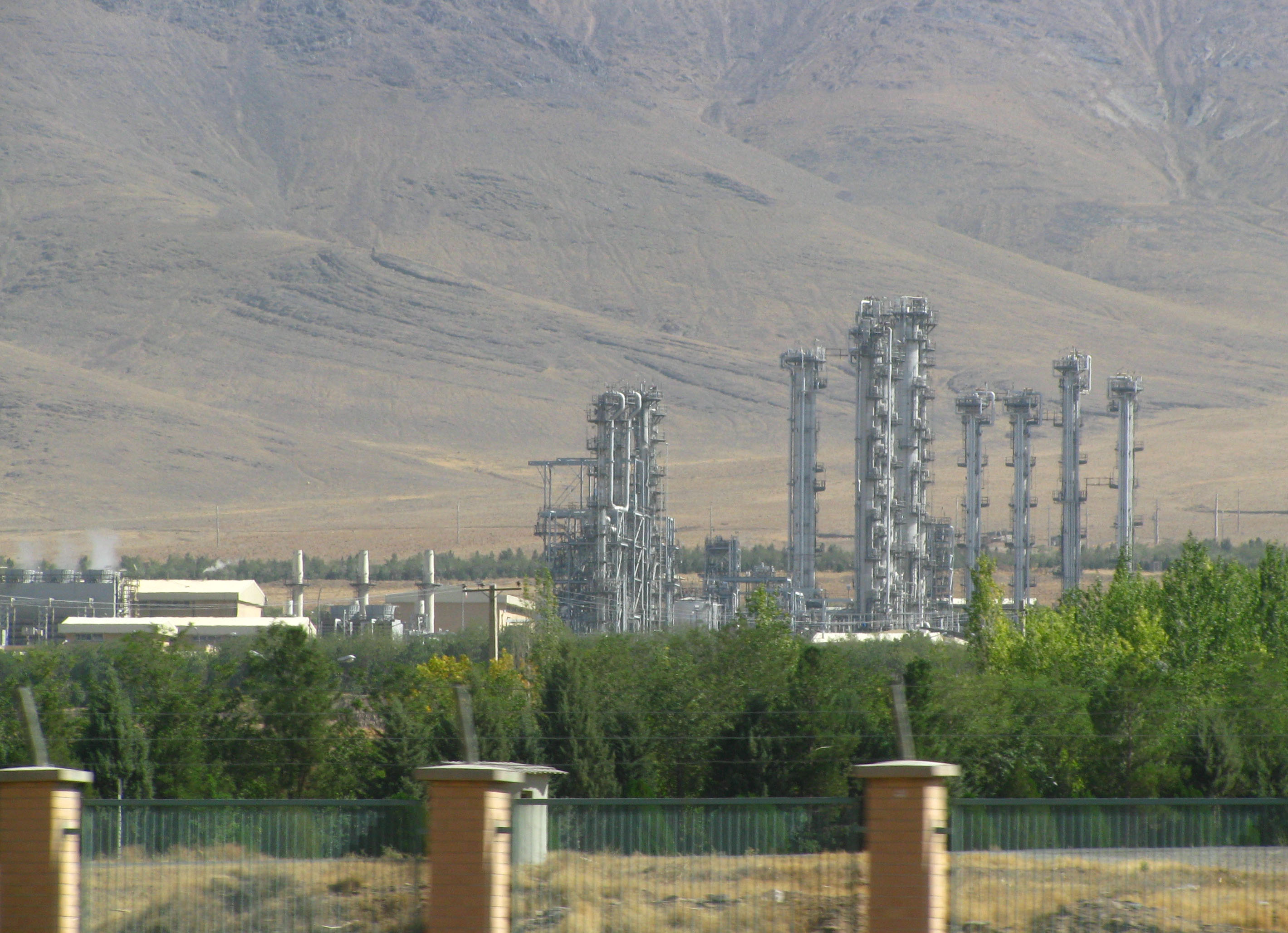
Завод з виробництва важкої води поблизу Ераку

Іран заявляє, що реактор використовуватиметься лише для досліджень та розробок, медичного та промислового виробництва ізотопів.

16 червня 2010 року Іран оголосив про плани виготовити паливо для Тегеранського дослідницького реактора до вересня 2011 року та побудувати новий реактор потужністю 20 МВт для виробництва радіоізотопів протягом п'яти років.

Аспекти конструкції IR-40 також слугуватимуть прототипом та випробувальним стендом для більшої атомної електростанції Дарховін потужністю 336 мегават, що будується поблизу Ахваза.

### Проблеми розповсюдження ядерної зброї
Існують певні побоювання щодо розповсюдження ядерної зброї щодо здатності реактора виробляти достатньо плутонію для кількох одиниць ядерної зброї щороку. Однак МАГАТЕ повідомило, що не виявило жодних ознак поточної діяльності з переробки, необхідної для вилучення плутонію з відпрацьованого палива. Очікується, що при повній експлуатації реактор вироблятиме від 10 до 12 кілограмів плутонію на рік у своєму відпрацьованому ядерному паливі.
Важководні реактори на природному урані спочатку розробили для виробництва збройового плутонію, придатного для створення ядерної зброї.
Аналіз показує, що Іран може видобувати 8–10 кілограмів високочистого Pu-239 щорічно з палива, опроміненого в IR-40.
Цього, за даними МАГАТЕ, достатньо для виробництва 1–2 одиниць ядерної зброї щорічно.

У серпні 2009 року МАГАТЕ отримало доступ до IR-40 і змогло провести перевірку проєктної інформації, де МАГАТЕ підтвердило, що об'єкт «на поточному етапі будівництва відповідає проєктній інформації, наданій Іраном станом на 24 січня 2007 року»
.
Через побоювання, що цей плутоній сприятиме розробці зброї, колишній заступник генерального директора МАГАТЕ з гарантій Оллі Гейнонен запропонував перепроєктувати реактор, щоб він використовував слабо збагачене уранове паливо, а не природний уран.

Використання збагаченого уранового палива в поєднанні з тривалою експлуатацією зменшить здатність реактора виробляти плутоній збройового класу.

Іран заявив, що не має наміру переробляти відпрацьоване паливо IR-40 для видобутку збройового плутонію, а також працювати в режимі низького вигорання, який міг би виробляти збройовий плутоній.

Спочатку планувалося створити гарячу камеру на об'єкті Ерак, яка описувалася як здатна обробляти опромінене паливо та мішені (такі як мішені для виробництва медичних радіоізотопів) з IR-40.
У 2004 році плани щодо гарячих камер в Ераку скасовано.

Однак деякі експерти з питань розповсюдження ядерної зброї висловили стурбованість тим, що після опромінення достатньої кількості палива Іран може модифікувати цю установку або побудувати окремий переробний об'єкт для вироблення збройового плутонію.